# Биопсихосоциальная модель
Биопсихосоциальная модель (сокращённо «БПСМ») — это обобщённая модель или подход, утверждающий, что в развитии болезни или какого-либо расстройства у человека играют важную роль как биологические (генетические, анатомические, физиологические, биохимические и др.) нарушения, так и психологические факторы (включающие в себя мышление, эмоции и поведение больного), и социальные факторы (в частности, социально-экономические, факторы социального микроокружения, культурные факторы).